# Fortín Prat
El Fortín Prat es el «principal estadio de baloncesto en Valparaíso» en Chile. Está cubierto y ubicado en la manzana comprendida por las calles Rawson y Uruguay, en el corazón del barrio Almendral. Posee una capacidad de 3000 espectadores.
Sus orígenes se encuentran en 1944 cuando su cancha asfaltada, que tenía una orientación norte-sur, fue inaugurada por el presidente Juan Antonio Ríos. Fue remodelada en los años 1960, cuando cambió su orientación a oriente-poniente y fue techada.